# Nama undulatum
Nama undulatum är en strävbladig växtart som beskrevs av Carl Sigismund Kunth. Nama undulatum ingår i släktet Nama och familjen strävbladiga växter. Utöver nominatformen finns också underarten N. u. australe.